# Arnórsson
Arnórsson ist ein isländischer Name.

## Herkunft und Bedeutung
Arnórsson ist ein Patronym und bedeutet Arnórs Sohn. Die weibliche Entsprechung ist Arnórsdóttir (Arnórs Tochter). 

## Namensträger
- Einar Arnórsson (1880–1955), isländischer Politiker und Premierminister
- Haukur Arnórsson (* 1971), isländischer Skirennläufer
- Þjóðolfr Arnórsson, isländischer Skalde des 11. Jahrhunderts